# 297
Het jaar 297 is het 97e jaar in de 3e eeuw volgens de christelijke jaartelling.

## Gebeurtenissen

### Perzië
- Galerius valt met een Romeins expeditieleger (25.000 man) Armenië binnen en vecht een guerrillaoorlog in de bergen. Hij steekt de Eufraat over en verslaat de Perzen. Hierbij wordt de hoofdstad Ctesifon veroverd.

### Europa
- De provincies van het Romeinse Rijk worden door keizer Diocletianus opnieuw ingedeeld. Onder meer Gallia Belgica wordt verdeeld in Belgica Prima (hoofdstad Trier) en Belgica Secunda (hoofdstad Reims).
- In Rome worden Maximianus en Gaius Galerius Valerius Maximianus door de Senaat tot consul gekozen.
- Constantius Chlorus geeft de Salische Franken toestemming om zich vestigen in de Rijndelta.
- De Goten plunderen de stad Athene.

## Overleden
- Chen Shou, Chinees historicus en schrijver van de Kroniek van de Drie Rijken